# Alexandra Stamatopoulou
Alexandra Stamatopoulou (in greco Αλεξάνδρα Σταματοπούλου?; Romania, 7 settembre 1986) è una nuotatrice paralimpica greca di nascita rumena che ha rappresentato la Grecia in tre edizioni dei Giochi paralimpici.

## Biografia
Stamatopoulou è nata in Romania in una famiglia molto povera che dovette mandarla in un istituto. All'età di cinque anni venne adottata e si trasferì in Grecia. Il suo idolo d'infanzia era Nadia Comăneci. Le è stata diagnosticata la sindrome della persona rigida.

## Carriera
Stamatopoulou ha rappresentato la Grecia alle Paralimpiadi estive del 2016 a Rio de Janeiro non andando mai a podio. Alle Paralimpiadi estive del 2020 di Tokyo ha vinto la medaglia di bronzo nei 50 metri dorso classe S4. Alle Paralimpiadi estive del 2024 a Parigi Stamatopoulou ha conquistato la medaglia d'oro nei 50 metri dorso classe S4. Ha annunciato il suo ritiro dalle competizioni alla fine dei giochi.

## Palmarès

### Giochi paralimpici
| Anno | Manifestazione                 | Sede   | Evento                   | Risultato | Note |
| ---- | ------------------------------ | ------ | ------------------------ | --------- | ---- |
| 2020 | XVI Giochi paralimpici estivi  | Tokyo  | 50 metri dorso classe S4 | Bronzo    |      |
| 2024 | XVII Giochi paralimpici estivi | Parigi | 50 metri dorso classe S4 | Oro       |      |

### Mondiali
| Anno | Manifestazione               | Sede              | Evento                           | Risultato | Note |
| ---- | ---------------------------- | ----------------- | -------------------------------- | --------- | ---- |
| 2017 | Campionati mondiali di nuoto | Città del Messico | 50 metri stile libero classe S3  | Argento   |      |
| 2017 | Campionati mondiali di nuoto | Città del Messico | 50 metri dorso classe S3         | Bronzo    |      |
| 2017 | Campionati mondiali di nuoto | Città del Messico | 100 metri stile libero classe S3 | Bronzo    |      |
| 2019 | Campionati mondiali di nuoto | Londra            | 50 metri dorso classe S4         | Argento   |      |
| 2022 | Campionati mondiali di nuoto | Madeira           | 50 metri dorso classe S4         | Oro       |      |

### Europei
| Anno | Manifestazione               | Sede    | Evento                          | Risultato | Note |
| ---- | ---------------------------- | ------- | ------------------------------- | --------- | ---- |
| 2016 | Campionati mondiali di nuoto | Funchal | 50 metri stile libero classe S3 | Bronzo    |      |
| 2018 | Campionati mondiali di nuoto | Dublino | 50 metri dorso classe S3        | Oro       |      |
| 2024 | Campionati mondiali di nuoto | Funchal | 50 metri dorso classe S3        | Argento   |      |

## Riconoscimenti
Stamatopoulou è stata premiata come migliore atleta greca con disabilità negli anni 2018, 2019, 2021 e 2022.